# Adina bar-Shalom
Adina bar-Shalom (Gerusalemme, 1945) è un'insegnante, opinionista e attivista israeliana.

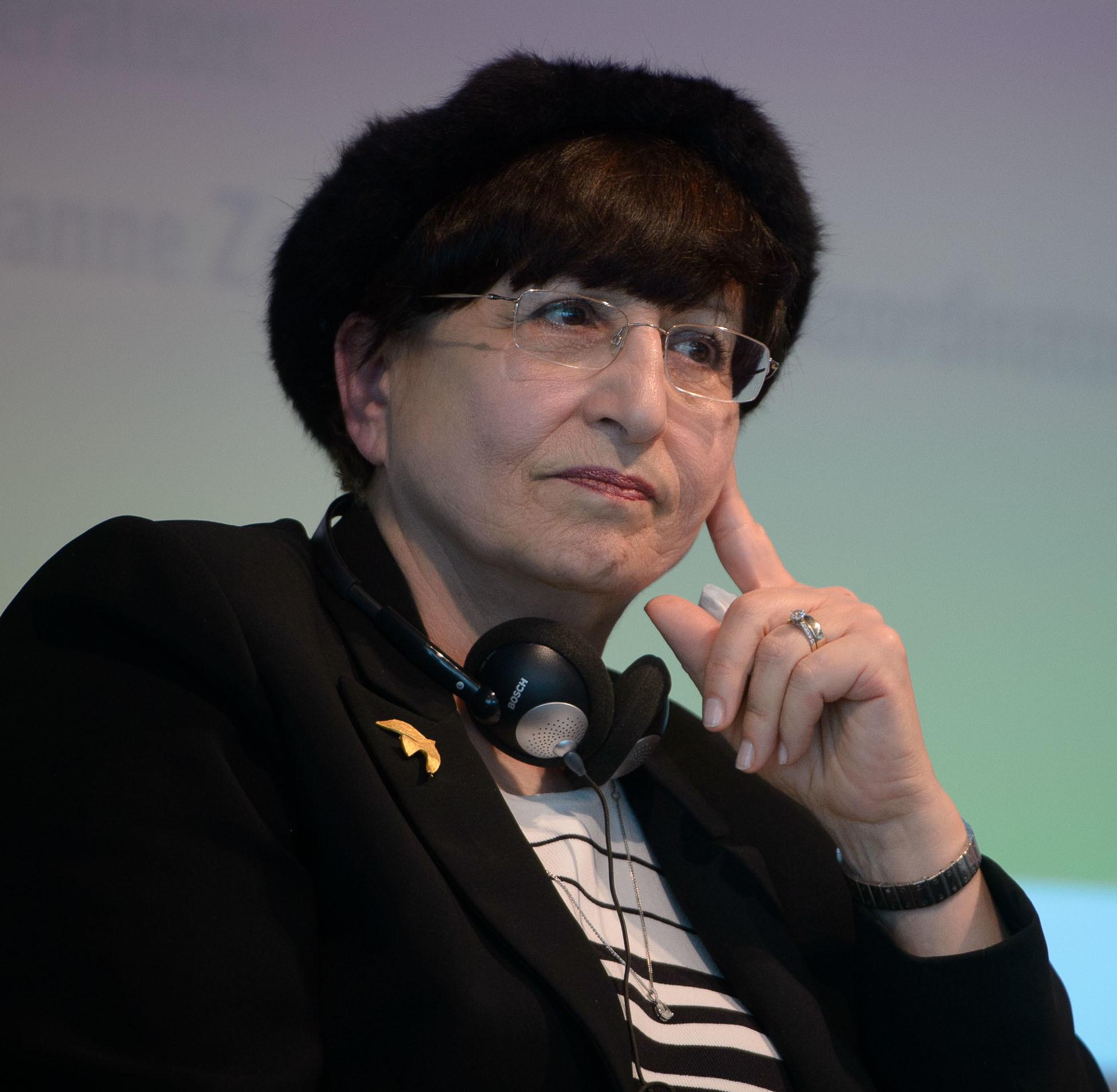
Adina bar-Shalom

È la fondatrice della prima università charedì di Gerusalemme ed è impegnata da anni per il superamento delle discriminazioni di genere, soprattutto all'interno delle comunità ebraiche ortodosse; per questo motivo, è stata anche insignita del "Premio Israele per il contributo eccezionale alla società e alla nazione" nell'anno 2013-2014 (5774 secondo il calendario ebraico).

## Biografia
È nata a Gerusalemme, figlia primogenita di rabbi Ovadia e di Margalit Yossef.  Dai tre ai sei anni abitò in Egitto, dove suo padre aveva il ruolo di vice rabbino-capo del Cairo.  Studiò nella rete scolastica charedì Bet Yaakov a Gerusalemme.  Alla fine del ciclo scolastico di base, fu inviata, con altre adolescenti di origine mizrachì, presso un istituto professionale del Bet Yaakov, dove studiò sartoria. 
A diciotto anni ha sposato il rabbino Ezra bar-Shalom, dopodiché ha insegnato taglio e cucito e ha aperto un sodalizio per giovani spose che ha diretto per diversi anni. Nel 1975 ha cominciato a studiare disegno di moda all'istituto Shenkar, dopo che suo marito e suo padre si erano opposti alla sua intenzione di studiare psicologia all'università.
Nel 2000, con il permesso del padre, ha fondato la prima università charedì di Gerusalemme.  Adina Bar-Shalom è membro del consiglio di amministrazione dell'Università Bar-Ilan e del forum dei Fondo Nazionale Ebraico (Keren Kayemet LeYisrael).
Nel 2009 è apparsa, a fianco della levatrice Rachel Shalkovsky (Bambi), nel film “Charedot”, dove entrambe tentano, ognuna a suo modo, di dare una risposta al problema della povertà nella società charedì.
È stata esponente del movimento di contestazione sociale Tafnit, guidato da Uzi Dayan, ma ha lasciato il movimento quando si è evoluto in partito politico e ha concorso alle elezioni per la Knesset.  Ha fondato un forum per il dialogo tra religiosi e laici in Israele.  Nell'estate del 2011 ha partecipato al comitato Spivak-Yona, nato in seguito alle proteste sociali di quell'anno in Israele.
Adina Bar-Shalom è membro del consiglio politico dell'Accordo di Ginevra. A inizio aprile 2011 ha firmato una petizione per chiedere il ritiro dalle alture del Golan e in parallelo di dar vita, entro i confini del 1967, ad uno Stato palestinese con capitale Gerusalemme Est.
Ha pubblicamente preso posizione contro la discriminazione delle donne in ambito pubblico, e ha contestato la prassi di tenere separati uomini e donne sui mezzi pubblici di trasporto nei centri abitati israeliani in cui gli osservanti sono la maggioranza.
Nel 2010 è stata selezionata nella lista delle personalità più influenti in Israele, curata della rivista The Marker. Nel dicembre 2012 ha ricevuto il nastro di Cavaliere della Qualità del Governo da parte del "Movimento per la Qualità della Politica in Israele". Nel 2013 è stata selezionata dalla rivista Nashim, del quotidiano “Makor Rishon”, come una delle venti donne religiose più influenti del paese. Nell'aprile 2013 ha ricevuto il titolo di dottore honoris causa dall'Università Ben Gurion del Negev.
Nel Giorno dell'Indipendenza del 2014 le è stato assegnato il premio Israele per la carriera e il contributo eccezionale alla società e alla nazione, e perciò è stata tra coloro che hanno acceso le torce nella commemorazione delle vittime della guerra e del terrorismo.

## Famiglia
Adina Bar-Shalom risiede a Tel Aviv.
Suo marito, il rabbino Ezra Bar-Shalom, è giudice nel Gran Tribunale rabbinico e in passato è stato presidente del tribunale rabbinico di Tel Aviv.  La coppia ha tre figli.  Uno di essi, il rabbino Ben-Zion Bar-Shalom, è uno degli otto ad occuparsi dell'eredità spirituale del nonno Ovadia Yossef.  Una loro figlia, Chana, che è stata direttrice dell'ufficio dell'ex-ministro Shlomo Benizri, è moglie dell'avvocato Moshe Shimonì, direttore generale dell'Unione dei Contadini ed ex-direttore generale del Ministero degli Affari Religiosi.

## Prese di posizione pubbliche sul conflitto arabo-israeliano
Nel 2015 Adina bar-Shalom si è dichiarata a favore della creazione di uno Stato palestinese e ha messo in guardia dall'estremismo di destra nella società e nella politica israeliana.